# Літні Олімпійські ігри 2000
XXVII Літні Олімпійські ігри — міжнародні спортивні змагання, що проходили з 13 вересня по 1 жовтня 2000 року в Сіднеї, Новий Південний Уельс, Австралія. Сіднейська Олімпіада відома також, як «Ігри нового тисячоліття».

## Вибір місця проведення
| Місто     | НОК             | Раунд 1 | Раунд 2 | Раунд 3 | Раунд 4 | Раунд 5 |
| Сідней    | Австралія       | 30      | 30      | 37      | 45      |         |
| Пекін     | КНР             | 32      | 37      | 40      | 43      |         |
| Манчестер | Велика Британія | 11      | 13      | 11      | —       |         |
| Берлін    | Німеччина       | 9       | 9       | —       | —       |         |
| Стамбул   | Туреччина       | 7       | —       | —       | —       |         |

## Змагання

### Види спорту
- Академічне веслування
- Бадмінтон
- Баскетбол
- Бейсбол
- Бокс
- Боротьба
  - Вільна
  - Греко-римська
- Велоспорт
  - Гонки на велотреку
  - Маунтінбайк
  - Шосейні гонки
- Веслування на байдарках і каное
- Водні види спорту
  -  Водне поло
  -  Плавання
  -  Стрибки у воду
  -  Синхронне плавання
- Волейбол
  - Волейбол
  - Пляжний волейбол
- Гандбол
- Гімнастика
  -  Стрибки на батуті
  -  Спортивна гімнастика
  -  Художня гімнастика
- Дзюдо
- Кінний спорт
  - Виїздка
  - Конкур
  - Триборство
- Легка атлетика
- Настільний теніс
- Вітрильний спорт
- Сучасне п'ятиборство
- Софтбол
- Стрільба
- Стрільба з лука
- Теніс
- Тріатлон
- Тхеквондо
- Важка атлетика
- Фехтування
- Футбол
- Хокей на траві

## Учасники
Усього на іграх були представлені 199 країн.
- Австралія  (617)  (країна-господар)
- Австрія  (92)
- Азербайджан  (31)
- Албанія  (4)
- Алжир  (47)
- Американське Самоа  (4)
- Американські Віргінські Острови  (9)
- Ангола  (30)
- Андорра  (5)
- Антигуа і Барбуда  (3)
- Аргентина  (143)
- Аруба  (5)
- Багамські Острови  (25)
- Бангладеш  (5)
- Барбадос  (18)
- Бахрейн  (4)
- Беліз  (2)
- Бельгія  (68)
- Бенін  (4)
- Бермуди  (6)
- Білорусь  (139)
- Болгарія  (91)
- Болівія  (5)
- Боснія і Герцеговина  (9)
- Ботсвана  (7)
- Бразилія  (198)
- Британські Віргінські Острови  (1)
- Бруней  (2)
- Буркіна-Фасо  (4)
- Бурунді  (6)
- Бутан  (2)
- Вануату  (3)
- Велика Британія  (310)
- Венесуела  (50)
- В'єтнам  (7)
- Вірменія  (25)
- Габон  (5)
- Гаїті  (5)
- Гамбія  (2)
- Гана  (22)
- Гаяна  (4)
- Гватемала  (15)
- Гвінея  (6)
- Гвінея-Бісау  (3)
- Гондурас  (20)
- Гонконг  (31)
- Гренада  (3)
- Греція  (140)
- Грузія  (36)
- Гуам  (7)
- Данія  (97)
- Демократична Республіка Конго  (2)
- Джибуті  (2)
- Домініка  (4)
- Домініканська Республіка  (13)
- Еквадор  (10)
- Екваторіальна Гвінея  (4)
- Еритрея  (3)
- Естонія  (33)
- Ефіопія  (26)
- Єгипет  (89)
- Ємен  (2)
- Замбія  (8)
- Зімбабве  (16)
- Йорданія  (8)
- Ізраїль  (39)
- Індія  (65)
- Індонезія  (47)
- Ірак  (4)
- Іран  (33)
- Ірландія  (64)
- Ісландія  (18)
- Іспанія  (321)
- Італія  (361)
- Кабо-Верде  (2)
- Казахстан  (130)
- Кайманові Острови  (3)
- Камбоджа  (4)
- Камерун  (34)
- Канада  (294)
- Катар  (17)
- Кенія  (56)
- Киргизстан  (48)
- Китай  (271)
- Китайський Тайбей  (55)
- Кіпр  (22)
- Колумбія  (44)
- Коморські Острови  (2)
- Коста-Рика  (7)
- Кот-д'Івуар  (14)
- Куба  (229)
- Кувейт  (29)
- Лаос  (3)
- Латвія  (45)
- Лесото  (6)
- Литва  (61)
- Ліберія  (8)
- Ліван  (6)
- Лівія  (3)
- Ліхтенштейн  (2)
- Люксембург  (7)
- Маврикій  (20)
- Мавританія  (2)
- Мадагаскар  (11)
- Малаві  (2)
- Малайзія  (40)
- Малі  (5)
- Мальдіви  (4)
- Мальта  (7)
- Марокко  (55)
- Мексика  (78)
- Мозамбік  (5)
- Молдова  (34)
- Монако  (4)
- Монголія  (20)
- М'янма  (7)
- Намібія  (11)
- Науру  (2)
- Незалежні олімпійські атлети  (4)
- Непал  (5)
- Нігер  (4)
- Нігерія  (83)
- Нідерланди  (231)
- Нідерландські Антильські острови  (7)
- Нікарагуа  (6)
- Німеччина  (422)
- Нова Зеландія  (147)
- Норвегія  (93)
- Об'єднані Арабські Емірати  (4)
- Оман  (6)
- Острови Кука  (2)
- Пакистан  (27)
- Палау  (5)
- Палестина  (2)
- Панама  (6)
- Папуа Нова Гвінея  (5)
- ПАР  (127)
- Парагвай  (5)
- Перу  (21)
- Південна Корея  (281)
- Північна Корея  (31)
- Північна Македонія  (10)
- Польща  (187)
- Португалія  (61)
- Пуерто-Рико  (29)
- Республіка Конго  (5)
- Росія  (435)
- Руанда  (5)
- Румунія  (145)
- Сальвадор  (8)
- Самоа  (5)
- Сан-Марино  (4)
- Сан-Томе і Принсіпі  (2)
- Саудівська Аравія  (18)
- Свазіленд  (6)
- Сейшельські Острови  (9)
- Сенегал  (26)
- Сент-Вінсент і Гренадини  (4)
- Сент-Кіттс і Невіс  (2)
- Сент-Люсія  (5)
- Сирія (8)
- Сінгапур  (14)
- Словаччина  (108)
- Словенія  (74)
- Соломонові Острови  (2)
- Сомалі  (2)
- Судан  (3)
- Суринам  (4)
- США  (586)
- Сьєрра-Леоне  (3)
- Таджикистан  (4)
- Таїланд  (52)
- Танзанія  (4)
- Того  (3)
- Тонга  (3)
- Тринідад і Тобаго  (19)
- Туніс  (47)
- Туреччина  (57)
- Туркменістан  (8)
- Уганда  (13)
- Угорщина  (178)
- Узбекистан  (70)
- Україна  (230)
- Уругвай  (15)
- Федеративні Штати Мікронезії  (5)
- Фіджі  (7)
- Філіппіни  (20)
- Фінляндія  (70)
- Франція  (336)
- Хорватія  (88)
- Центральноафриканська Республіка  (3)
- Чад  (2)
- Чехія  (119)
- Чилі  (50)
- Швейцарія  (102)
- Швеція  (150)
- Шрі-Ланка  (18)
- Югославія  (109)
- Ямайка  (48)
- Японія  (266)

## Медальний залік
Топ-10 неофіційного національного медального заліку:
| Місце | Країна          | Золото | Срібло | Бронза | Загалом |
| ----- | --------------- | ------ | ------ | ------ | ------- |
| 1     | США             | 37     | 24     | 33     | 94      |
| 2     | Росія           | 32     | 28     | 29     | 89      |
| 3     | Китай           | 28     | 16     | 14     | 58      |
| 4     | Австралія       | 16     | 25     | 17     | 58      |
| 5     | Німеччина       | 13     | 17     | 26     | 56      |
| 6     | Франція         | 13     | 14     | 11     | 38      |
| 7     | Італія          | 13     | 8      | 13     | 34      |
| 8     | Нідерланди      | 12     | 9      | 4      | 25      |
| 9     | Куба            | 11     | 11     | 7      | 29      |
| 10    | Велика Британія | 11     | 10     | 7      | 28      |